# 燭之武退秦師
燭之武退秦師是中國史上春秋時代的歷史事件，《春秋左氏傳》稱此事為燭之武退秦師。魯僖公三十年（前630年），晉文公與秦穆公聯手攻打鄭國，鄭國大夫燭之武成功說服了秦穆公，於是秦國不再攻打鄭國，並且還派兵協防鄭國，最後晉國不得已也退兵。鄭國得以保全。

## 前因
公元前630年（周襄王二十二年、魯僖公三十年、鄭文公四十三年、晉文公七年、秦穆公三十年）時，晉文公率兵入侵鄭國首都，進行武力包圍。而秦穆公也應晉文公所請，也率兵加入包圍行列。兩軍分駐兩地。
而秦晉兩國圍兵於鄭的原因有二：
1. 鄭國當年對晉文公無禮。
2. 對晉國有貳心，私底下和楚國親近。[2]

## 勸說
當時，鄭國大夫佚之狐向鄭文公推薦燭之武去說服秦國退兵，鄭文公去請託燭之武，燭之武認為自己年輕時就不受重用，直到老了，國家有難才任命他，所以不願意去。鄭文公先卑微地道歉，但卻以鄭國即將滅亡，會損害燭之武的身家性命，加以要脅。
燭之武於是奔到秦營，主要說辭如下：
1. 鄭國滅亡對秦國沒有半點好處、只是單獨圖利晉國，使其增加領土。
2. 鄭國的地理位置在秦、楚、晉的邊境上，燭之武暗示秦穆公將來有一圖中原的野心時，鄭國是秦國的東道主（後勤中心）。
3. 燭之武說完利害後，再批晉國向來不守信用。當年晉惠公不守當年與秦穆公說好的條件，將焦、瑕（焦、瑕，在今河南三門峽市陝州區附近）兩城池送給秦國的事，暗示就算鄭國被滅了，秦國也拿不到好處。[3]
4. 燭之武最後說：晉國要擴張領土，首先吞併鄭國，下一步就是對著秦國的領土。

而秦穆公聽後不僅答應退兵，甚至還派遣三位將軍：杞子、逢孫、楊孫三人率軍防衛鄭國；而晉國大夫子犯知情後，請求攻擊秦軍，但是晉文公以不能恩將仇報、亦不能失去盟國等兩大理由拒絕，並隨之退兵。
不過，此事之後，秦晉兩國的邦交關係已然出現裂痕，並且亦為爾後的殽山之戰埋下了伏筆。

## 評價
呂祖謙在《東萊左傳博議》中指出：「秦穆背晉親鄭，棄晉如涕唾，亦何有於鄭乎？他日利有大於燭之武者，吾知秦穆必翻然從之矣！」

## 原文
九月，甲午，晉侯、秦伯圍鄭，以其無禮於晉，且貳於楚也。晉軍函陵，秦軍氾南。
佚之狐言于鄭伯曰：“國危矣！若使燭之武見秦君，師必退。”公從之。辭曰：“臣之壯也，猶不如人；今老矣！無能為也已。”公曰：“吾不能早用子，今急而求子，是寡人之過也。然鄭亡，子亦有不利焉！”許之。
夜縋而出，見秦伯，曰：“秦、晉圍鄭，鄭既知亡矣！若亡鄭而有益於君，敢以煩執事。越國以鄙遠，君知其難也，焉用亡鄭以陪鄰？鄰之厚，君之薄也。若舍鄭以為東道主，行李之往來，共其乏困，君亦無所害。且君嘗為晉君賜矣，許君焦、瑕，朝濟而夕設版焉！君之所知也。夫晉，何厭之有？既東封鄭，又欲肆其西封，若不闕秦，將焉取之？闕秦以利晉，惟君圖之！”
秦伯說，與鄭人盟。使杞子、逢孫、楊孫戍之，乃還。
子犯請擊之。公曰：“不可。微夫人之力不及此。因人之力而敝之，不仁；失其所與，不知；以亂易整，不武。吾其還也。”亦去之。